# IC 1546
IC 1546 (również PGC 1382 lub NGC 85B) – galaktyka spiralna (Sbc), znajdująca się w gwiazdozbiorze Andromedy w odległości około 291 milionów lat świetlnych od Ziemi. Odkrył ją Stéphane Javelle 20 listopada 1897 roku. Na niebie tuż obok niej widoczna jest galaktyka NGC 85.